# Epperly

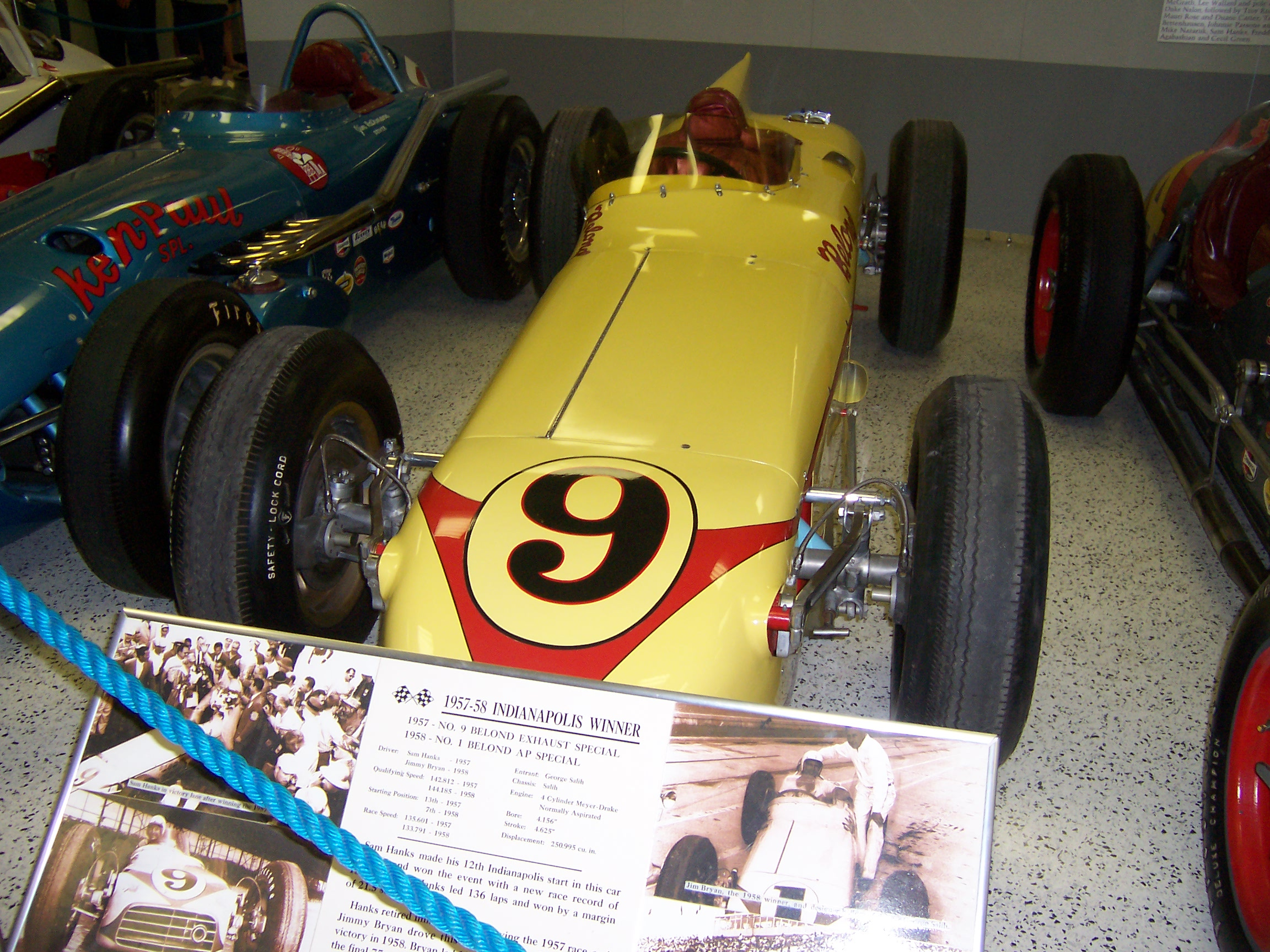
Sam Hanks vinnarbil från Indianapolis 500 1957.

Epperly var en amerikansk racerbiltillverkare som startades av Quincy D. Epperly i mitten av 1950-talet.
Epperly tillverkade Indy 500-bilar som deltog i Indianapolis Grand Prix i formel 1.  Man vann två lopp, i vilka man även satte snabbaste varv.
Samtliga Epperlys bilar hade motorer från Offenhauser och däck från Firestone.

## Indy 500-team som tävlat i formel 1 i Epperlybilar
| Team                        | Säsonger               |
| --------------------------- | ---------------------- |
| Ansted Rotary Corp          | 1960                   |
| Bignotti-Bowes Racing       | 1959, 1960             |
| Cars Inc                    | 1958                   |
| George Salih                | 1957, 1958, 1959, 1960 |
| Hoover Motor Express Inc    | 1960                   |
| John R Wills                | 1959                   |
| Leonard A Faas              | 1960                   |
| Lindsey Hopkins             | 1957, 1958             |
| Norman C Demler             | 1958, 1959, 1960       |
| South California Muffler Co | 1955                   |